# AEG G.I
AEG G.I, původně označován jako K.I, byl dvoumotorový německý dvouplošný bombardér nasazený do bojů v 1. světové válce.
Byl první variantou typové kategorie „G“ (viz značení) německého výrobce AEG - do prvních bojů nasazen v roce 1915. Během války bylo vyráběno pět variant tohoto letounu, od G.I až po G.V ke konci války. Výkon motorů a únosnost bomb se během vývoje této typové řady neustále navyšovaly. Prvním letounem G.I byl ve skutečnosti třímístný K.I (značení G.I bylo zavedeno později, když Idflieg přejmenoval kategorii dvou a třímotorových bombardérů „K“ na kategorii „G“) poháněný 78 kW motorem Mercedes D.I, později se upravil na dvoumístný. Posádku G.I tvořili pilot a zadní střelec, výkon a bojová účinnost toho stroje byly nízké, proto se brzy začalo s vývojem verze G.II.

## Specifikace

### Technické údaje
- Posádka: 2-3 (1 pilot, 1 zadní střelec/bombometčík)
- Délka: 8,65 m
- Rozpětí: 16 m
- Výška: 3,46 m
- Plocha křídel: 59 m²
- Plošné zatížení: kg/m²
- Prázdná hmotnost: 1160 kg
- Maximální vzletová hmotnost : 1960 kg
- Pohonná jednotka: 2 × šestiválcový řadový motor Mercedes D.I
- Výkon pohonné jednotky: 104 k (78 kW)

### Výkony
- Maximální rychlost: 125 km/h
- Dolet: 450 km
- Dostup: 2400 m
- Stoupavost: m/min
- Poměr výkon/hmotnost: kW/kg

### Výzbroj
- 2× kulomet ráže 7,92 mm
- 200 kg bomb